# Аквапорины

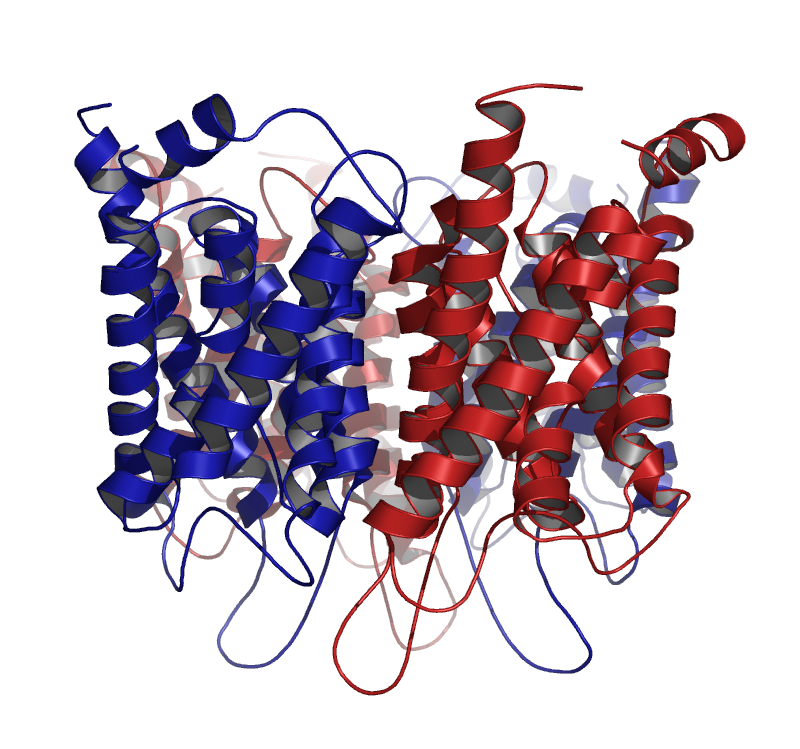
Структура молекулы Аквапорина-1

Аквапорины — интегральные мембранные протеины, формирующие поры в мембранах клеток. Семейство аквапоринов входит в более крупное семейство основных внутренних белков (англ. major intrinsic proteins, MIP), наиболее типичный представитель которых — основной внутренний белок волокон хрусталика (MIP).

## История открытия
За открытие аквапоринов Питер Агре получил в 2003 году Нобелевскую премию по химии, совместно с Родриком Маккинноном, удостоившимся награды за изучение структуры и механизмов работы калиевых каналов.

## Функции
Аквапорины, или "водные каналы", избирательно пропускают молекулы воды, позволяя ей поступать в клетку и покидать её, в то же время препятствуя протоку ионов и других растворимых веществ. Другие акваглицеропорины пропускают не только воду, но и глицерин, CO2, аммиак и мочевину, в зависимости от диаметра и формы образуемой поры, однако аквапорины совершенно непроницаемы для заряженных частиц, и это их свойство позволяет сохранять электрохимический мембранный потенциал.
Аквапорины содержатся в мембранах множества клеток человека, а также бактерий и других организмов. Аквапорины выполняют незаменимую роль в системе водного транспорта растений.

## Аквапорины млекопитающих
У млекопитающих описано 13 типов аквапоринов, из них 6 обнаруживаются в почках. Возможно, некоторые аквапорины еще не описаны. В таблице приведены наиболее исследованные типы белка:
| Тип         | Локализация                                          | Функции                                 |
| ----------- | ---------------------------------------------------- | --------------------------------------- |
| Аквапорин 1 | - почки (апикально) - PCT - PST - tDLH               | Реабсорбция воды                        |
| Аквапорин 2 | - почки (апикально) - ICT - CCT - OMCD - IMCD        | Реабсорбция воды в ответ на вазопрессин |
| Аквапорин 3 | - почки (базолатерально) - medullary collecting duct | Реабсорбция воды                        |
| Аквапорин 4 | - почки (базолатерально) - medullary collecting duct | Реабсорбция воды                        |

## Аквапорины растений

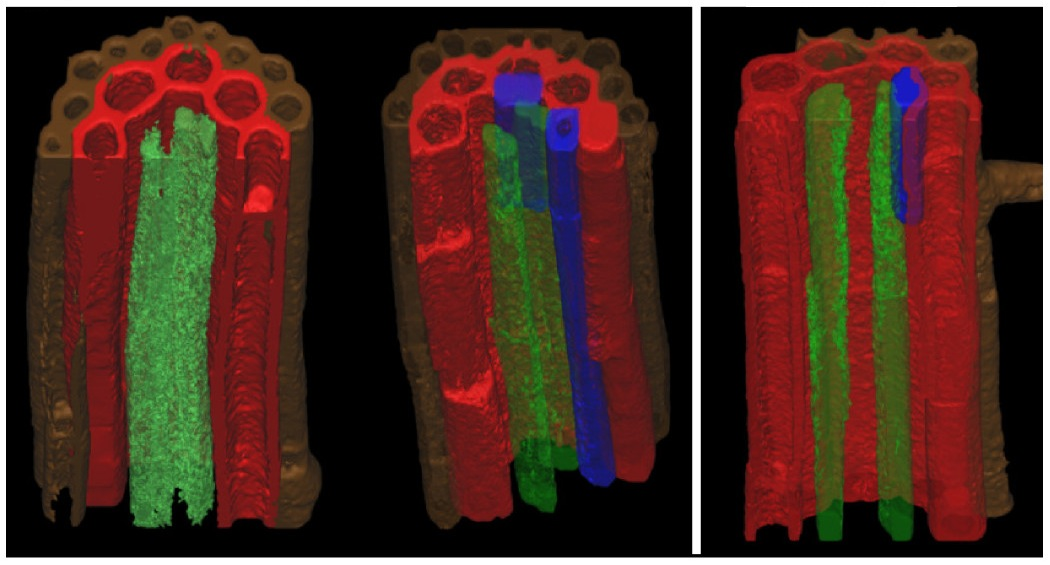
8-дневный корень арабидопсиса. Коричневый цвет - эпидермис, красный - осевой цилиндр, синий - эндодерма, зелёный - перицикл. Исследование экспрессии аквапоринов тонопласта (TIP) показывает разную локализацию различных подтипов белков этого семейства. Из статьи авт. Gattolin et al., 2009.

У растений описано пять групп аквапоринов:
- Интегральные белки плазматической мембраны, Plasma membrane Intrinsic Protein (PIP)[5]
- Интегральные белки тонопласта, Tonoplast Intrinsic Protein (TIP)[6]
- Интегральные нодулин-26-подобные белки, Nodulin-26 like Intrinsic Protein (NIP)[7]
- Малые основные интегральные белки, Small basic Intrinsic Protein (SIP)[8]
- Интегральные X белки, X Intrinsic Protein (XIP)[9]

Данные пять групп аквапоринов на основе последовательностей, кодирующих их ДНК, были разделены на эволюционные подгруппы. Аквапорины плазматической мембраны (PIP) делятся на две подгруппы: PIP1 и PIP2. Аквапорины тонопласта (TIP) классифицируются на 5 подгрупп: TIP1, TIP2, TIP3, TIP4 и TIP5. В каждой подгруппе выделяют изоформы, например: PIP1;1, PIP1;2. Важно также отметить, что набор аквапоринов не только видоспецифичен, но также ткане- и цитоспецифичен; также следует учитывать, что паттерн экспрессии аквапоринов изменяется в ходе онтогенеза.

### Функции аквапоринов в растениях
У растений вода поглощается корнями, главным образом, в зоне всасывания, для которой характерно наличие корневых волосков - цитоплазматических выростов трихобластов. После поглощения вода проходит кору корня и поступает в проводящие ткани. Выделяют три пути латерального (от периферии корня к центральной его части): 
- апопластный транспорт - транспорт по пространству клеточных стенок и межклетников;
- транспорт от клетки к клетке:
  - симпластный транспорт - транспорт по цитоплазме клеток, сообщающихся через плазмодесмы;
  - трансмембранный транспорт - транспорт от клетки к клетке связан с пересечением плазматических мембран при участии аквапоринов плазматической мембраны и тонопласта.[12][10]

Было показано, что при погружении корней в хлорид ртути (наиболее общеупотребительный ингибитор аквапоринов растений) поток воды значительно снижается, в то время как транспорт ионов не изменяется. Данный факт подтверждает наличие специализированных механизмов поглощения воды корнями растений, не связанных с транспортом ионов. 
Также важно отметить, что аквапорины играют важную роль в поддержании нормальной осмолярности цитоплазмы и принимают участие в росте растительных клеток растяжением, регулируя трансмембранный поток воды в клетку. В частности, предполагается участие аквапоринов в регидратации обезвоженных пыльцевых зёрен на рыльце пестика и регуляция трансмембранного потока воды в растущую пыльцевую трубку. 
Подавление экспрессии генов аквапоринов в растениях приводит к снижению гидравлической проводимости и снижению интенсивности фотосинтеза в листьях.

### Регуляция работы аквапоринов у растений
Регуляция работы аквапоринов позволяет контролировать их пропускающую способность, что может быть необходимо, например при засухе, когда необходимо ограничить потери воды клетками. Закрывание/открывание аквапоринов достигается путем посттрансляционных модификаций, которые приводят к изменения конформации белка. В настоящее время у растений известно два механизма, контролирующих состояние аквапоринов:
- дефосфорилирование остатка серина - отщепление остатка фосфорной кислоты (осуществляется при водном дефиците);
- протонирование остатка гистидина (при затоплении).

Показано в частности, что фосфорилирование/дефосфорилирование аквапоринов играет важную роль в открывании и закрывании лепестков тюльпана в ответ на изменения температуры.

## Генетика
Мутации в гене аквапорина-2 вызывают у человека наследственный нефрогенный несахарный диабет.